# Erwin Skamrahl
Erwin Richard Skamrahl (ur. 8 marca 1958 w Oberg) – niemiecki lekkoatleta, sprinter.

## Osiągnięcia
- złoty medal halowych mistrzostw Europy (bieg na 200 metrów, Mediolan 1982)
- dwa medale mistrzostw Europy (Ateny 1982, złoto w sztafecie 4 × 400 metrów oraz brąz w sztafecie 4 × 100 metrów), podczas tych zawodów zajął także 4. miejsce w biegu na 200 metrów.
- srebro mistrzostw świata (sztafeta 4 × 400 metrów, Helsinki 1983), podczas tej imprezy Skamrahl był także 4. na 400 metrów.
- 7 rekordów Niemiec na stadionie (jeden w biegu na 400 metrów, po dwa: w biegu na 200 metrów oraz sztafetach 4 × 100 metrów i 4 × 400 metrów).
- 11 tytułów mistrza RFN w konkurencjach indywidualnych[1][2].

W 1984 reprezentował RFN podczas igrzysk olimpijskich w Los Angeles, gdzie odpadł w ćwierćfinałowych biegach na 400 metrów oraz w półfinale w sztafecie 4 × 400 metrów.

## Rekordy życiowe
- bieg na 200 metrów – 20,44 (1983)
- bieg na 400 metrów – 44,50 (1983) były rekord Europy[3], najlepszy wynik na świecie w 1983[4]
- bieg na 200 metrów (hala) – 20,83 (1987)
- bieg na 300 metrów (hala) – 32,72 (1986) rekord Niemiec[5]
- bieg na 400 metrów (hala) – 46,42 (1984)